# اچ‌ام‌اس الکترا (۱۸۹۶)
اچ‌ام‌اس الکترا (۱۸۹۶) (به انگلیسی: HMS Electra (1896)) یک ناوشکن بود. این کشتی در سال ۱۸۹۶ ساخته شد.